# Only the Strong
Only the Strong ist ein US-amerikanischer Martial-Arts-Actionfilm aus dem Jahre 1993 mit Mark Dacascos in der Hauptrolle des Louis Stevens. Die Regie führte Sheldon Lettich, der zuvor Filme wie Leon und Geballte Ladung – Double Impact inszeniert hatte.

## Handlung
Louis Stevens ist ein ehemaliger Green Beret, der aufgrund einer fehlgeschlagenen Mission, deren Ziel es war, einen Drogenbaron festzunehmen, seinen Job quittierte. Er beschließt, in seine Heimatstadt Miami zurückzukehren und dort die Lincoln High School zu besuchen. Louis besucht seinen alten Lehrer Kerrigan, der ihn selbst einst unterrichtete und jetzt unmotiviert ist. Scheinbar sind mehr als 60 % aller Schüler bewaffnet. Drogen werden während des Schulunterrichts verkauft, und Straßenschlägereien sind an der Tagesordnung. Als Louis von zwei Schülern attackiert wird, kann er sich durch die brasilianische Kampfkunst Capoeira wehren.
Der Schuldirektor gibt einigen Schülern die Chance, sich Respekt zu erkämpfen, indem sie von Louis trainiert werden. Zunächst sind die meisten uninteressiert. Doch als Stevens aus einem heruntergekommenen schwarzen Jugendlichen über einen Nachmittag einen Kämpfer macht, fangen die anderen auch an, sich zu beteiligen – außer Orlando Aliveres, dessen Cousin Silverio Drogenhändler und Boss einer berüchtigten Straßengang ist. Als Louis Orlando aufsucht, um ihn ein letztes Mal zu überreden, platzt Silverio herein und besiegt Louis in einem Zweikampf. Er meint jedoch, Stevens sollte doch Orlando trainieren, damit dieser nach den leichtesten Regeln in die Schule seines Cousins kommen kann. Louis, der sich bereits in der Schule Respekt erkämpft hat, verliebt sich in die Lehrerin Diana. An dem Kampfabend kommen sich die beiden näher. Im Verlauf des Filmes werden Louis und Orlando feste Freunde, so dass Orlando die Befehle Silverios ignoriert und dieser die High School anzündet. Ein Schüler erstickt im Rauch.
Da erklärt Louis Silverio den Privatkrieg. Er dezimiert in der darauffolgenden Nacht Silverios Privatarmee der Reihe nach, bis er schließlich gefasst und von der Überzahl bezwungen wird. Louis wird zu Silverio gebracht. Die beiden liefern sich einen letzten Kampf, der mit Macheten geführt wird. Diesen kann Louis für sich entscheiden. Der Sieger lässt Silverio leben, damit dieser durch die Aussage Orlandos ins Gefängnis gelangen kann.

## Sonstiges
- In Only the Strong spielt Mark Dacascos einen Capoeirameister. Tatsächlich hat er diese Kampfkunst auch erlernt, besitzt jedoch keinen Meistergrad. In Wirklichkeit verfügt Mark über einen Meistergrad im Wun Hop Kuen Do, einer Kampfsportart, welche von Marks Vater Al Dacascos aus verschiedenen Straßenkampfarten zusammengefügt wurde.
- Der Alternativtitel von Only the Strong war eigentlich The Street Fighters. Er wurde jedoch kurz vor Beginn der Dreharbeiten umgeändert.

## Rezeption
Der Filmdienst betitelt den Film als eine als „Wirklichkeitsferne Prügelunterhaltung“ mit dem Capoeiro als exotischem Element.
Cinema bescheinigt dem Film zwar, die „altbekannte Story“ sei ein „mauer Plot“ lobt aber die „wirklich gekonnten Fights“.
Kino.de lobt „die Originalität der tanzähnlichen Kampfsportvariante voller eindrucksvoller Sprungeinlagen“.
Bei Rotten Tomatoes konnte der Film 77 Prozent der Zuschauer überzeugen, aber nur einen der 13 Kritiker.

## Synchronisation
Quelle: Synchronkartei
| Rolle             | Darsteller       | Synchronsprecher |
| ----------------- | ---------------- | ---------------- |
| Cochran           | Todd Susman      | Holger Mahlich   |
| Dianna            | Stacey Travis    | Gabriele Libbach |
| Donovan           | Ryan Bollman     | Christian Stark  |
| Kerrigan          | Geoffrey Lewis   | Günter König     |
| Orlando Oliveras  | Richard Coca     | Sascha Draeger   |
| Shay              | Roman Cardwell   | Stefan Brönneke  |
| Silverio Oliveras | Christian Prieto | Wilfried Freitag |